# Sorgschrofen
Lo Sorgschrofen (1.636 m s.l.m.) è una montagna delle Alpi dell'Algovia nelle Alpi Bavaresi. La sua vetta è divisa in 4 parti dal confine tra Austria e Germania. La vetta è facilmente visibile da Jungholz, paese austriaco unicamente raggiungibile dalla Germania.